# MSV Ludwigshafen
Der MSV Ludwigshafen (offiziell: Mundenheimer Spielvereinigung Ludwigshafen 1903 e. V.) ist ein Fußballverein aus dem Ludwigshafener Stadtteil Mundenheim. Die erste Mannschaft spielte als Mundenheimer Spielvereinigung drei Jahre in der seinerzeit erstklassigen Gauliga Südwest bzw. Westmark.

## Geschichte
Der Verein wurde im November 1903 als SC Union Mundenheim gegründet. Am 23. August 1922 fusionierte dieser mit dem ebenfalls im Jahre 1903 gegründeten VfB Mundenheim und dem im Jahre 1916 gegründeten FC Kickers Mundenheim zur Mundenheimer Spielvereinigung. Seit dem Jahre 1968 trägt der Verein seinen heutigen Namen.
Den Fußballern gelang im Jahre 1928 der Aufstieg in die seinerzeit erstklassige Bezirksliga Rhein/Saar. Größter Erfolg war Platz vier in der Saison 1930/31. Zwei Jahre später wurde als Siebter die neu geschaffene Gauliga Südwest verpasst. Im Jahre 1940 erreichte die Mannschaft die Aufstiegsrunde zur Gauliga, die erfolgreich absolviert wurde. Als Tabellenerster vor dem SV Darmstadt 98 kehrten die Mundenheimer in die Erstklassigkeit zurück. Durch die Heimstärke wurde in der Saison 1940/41 der Klassenerhalt geschafft. Die einzige Heimniederlage gab es gegen den Letzten TSG Burbach. Zur Saison 1941/42 wurden die Mundenheimer in die neu geschaffene Gauliga Westmark umgruppiert und stiegen als Tabellenletzter ab.
Nach dem Ende des Zweiten Weltkrieges spielte die Mannschaft von 1947 bis 1953 in der Amateurliga Südwest, ehe der Abstieg in die 2. Amateurliga folgte. Nach einem vergeblichen Anlauf im Jahre 1954 gelang ein Jahr später der Wiederaufstieg in die Amateurliga, wo die Mannschaft im Jahre 1960 Dritter wurde. Fünf Jahre später folgte der Abstieg in die 2. Amateurliga, die seit 1974 Bezirksliga genannt wird. Fünf Jahre später stieg der mittlerweils MSV genannte Verein auch aus dieser Liga ab, kehrte aber auf Anhieb wieder zurück. 1984 stieg die Mannschaft nach einer Entscheidungsspielniederlage gegen den SV Ruchheim wieder absteigen. Drei Jahre später gelang der Wiederaufstieg, ehe sich die Mundenheimer 1989 für die neu geschaffene Landesliga Ost qualifizierten.
Es folgten zwei Abstiege in Folge, die den Verein wieder in die Kreisliga brachten. Nach einem weiteren Bezirksligagastspiel von 1992 bis 1995 stieg der MSV 1997 erneut in die Bezirksliga und drei Jahre später in die Landesliga auf, wo die Mannschaft in der Aufstiegssaison 2000/01 Vierter wurde. Drei Jahre später stieg die Mannschaft ohne einen Sieg in die Landesliga ab. Es war der erste von drei Abstiegen in Folge, die den MSV in die Kreisliga führten. Seit 2013 tritt der Verein in der C-Klasse Rhein-Pfalz Nord an.

## Persönlichkeiten
- Shpejtim Arifi
- Christoph Böcher